# Anachrostis straminea
Anachrostis straminea är en fjärilsart som beskrevs av Rothschild 1916. Anachrostis straminea ingår i släktet Anachrostis och familjen nattflyn. Inga underarter finns listade i Catalogue of Life.